# Илья Муромец и Соловей-Разбойник (игра)
«Илья Муромец и Соловей-Разбойник» — компьютерная игра в жанре «квест». Игра была разработана PIPE studio и издана фирмой 1С. Игра вышла 28 декабря 2007 года.

## Геймплей
Игрок может управлять тремя персонажами: Ильёй Муромцем, Князем Киевским и Алёнушкой. Игрок может передвигаться с одной локации на другую, взаимодействовать с персонажами игры, общаться с ними, обмениваться вещами, подбирать предметы и использовать их.

## Сюжет
Илья Муромец прибывает в деревню, на которую напал Соловей-Разбойник и украл всё богатство. Расспросив об этом бабулю и Тихона, он отправляется в лес, где Соловей подсчитывает краденые деньги. Илья принимает попытку напасть и схватить разбойника, но последний со всей силой свистит и дует так, что Илью сдувает назад к деревне. Илья понимает, что у него пропала силушка богатырская потому, что он не соблюдал диету и почти семь дней ничего не ел. Он обращается за помощью к бабуле, которая замесила ему тесто. Само тесто Илья разогревает в печи, на которой лежит Тихон и поев испечённый хлеб, силушка богатырская возвращается к Илье. Однако Соловей всё равно сдувает Илью обратно к деревне, как бы он ни был силён. Но Илья придумал хитрый способ, запустив железное колесо издалека в Соловья, а затем подойти к нему и арестовать за нападение на деревню и сопротивление русскому богатырю.
Соловей-Разбойник сбегает и крадёт с собой коня Ильи Бурушку вместе с казной Князя. Князь обращается за помощью к Илье и они решают вместе отправиться в погоню за Соловьём. В первую очередь они решили пойти на заставу богатырей, расспросить Добрыню и Елисея, не видели ли они Соловья. Добрыня в этот момент спал и Илья с Князем никак не могли его разбудить. Елисей объясняет, что Добрыня всю ночь преследовал разбойников Соловья и теперь спит на днях, а будить его бесполезно. Вдобавок он доказывает это, накричав на Добрыню во всё горло, но последний крепко спал. Затем Илья с Князем находят карту, ведущую в лагерь Соловья-Разбойника и они отправляются туда. Найдя пещеру, где и было логово Соловья, Илья возле пещеры зажигает сигнальный огонь, чтобы привлечь всех разбойников к себе на бой. Илья вооружённый булавой побеждает всех разбойников и забирает у одного из них ключ от кладовки в пещере, где они взаперти и связанной держали летописца Алёнушку. Она рассказывает им, что она всю ночь подслушивала через замочную скважину разговоры Соловья с его бандой. Соловей-Разбойник вместе с Бурушкой отправился в волшебный лес. По дороге Князь вспомнил, что у него есть другие дела и решил уйти, а Илья продолжил свой путь сам.
Разгуливая по лесу, Илья встречает Бабу-Ягу, и та рассказывает ему, что Соловей-Разбойник отправился в Царьград и делает для Ильи византийские бумаги, которые от настоящих не отличить, чтобы Илья смог на корабле попасть в Царьград. По дороге он снова встречает Алёнушку, которую задержал таможенник, так как она без документов собиралась плыть. Илья подделывает документ с печатью и показав его таможеннику, последний отпускает Алёнушку и они вместе с Ильёй идут на корабль, который уже отплывает в Царьград.
Прибыв в Царьград Илья и Алёнушка идут во дворец и расспрашивают королевского стражника, не видел ли он богатырского коня, на что тот отвечает, что он также видел и Князя Киевского. Последнего схватили и бросили в темницу, а конь убежал. Они стали думать, как пробраться в темницу и вытащить оттуда Князя. Алёнушка предложила идею направить на темницу огромного и боевого слона. Илья берёт у одного заклинателя дудочку, которая привлекает слонов, если подуть в неё. Илья находит подходящего слона, а Алёнушка вместе с волшебной дудочкой специально берёт один камень и кидает им в портрет императора Василевса, оскорбив его, за что её сажают в камеру вместе с Князем. Она предлагает Князю подуть в дудочку, но тот не умеет играть на ней. Тогда Алёнушка выманивает одного из стражников к себе и хитрым обманом его заставляет подудеть в неё, соврав, что она не работает. Илья верхом на слоне пробивается в темницу и освобождает Алёнушку с Князем.
Князь объясняет Илье, что он нашёл Бурушку и упрятал его во дворце Василевса для сохранности. Однако Василевс решил посадить Князя в темницу, а коня и казну присвоить себе. Илья обещает Князю, что они разберутся с Василевсом. Однако Князь отговаривает Илью, что у Василевса целая армия и даже сам Соловей-Разбойник записался к ним на службу. Илья обещает, что они разберутся со всеми, а с Соловьём в первую очередь. Илья и Князь пробираются во дворец Василевса и забегают в коридор. В коридоре Илья, вооружённый булавой вступает в битву против армии Василевса, и самого Соловья-Разбойника, и побеждает их. Илья, Алёнушка, Князь и Бурушка вместе с казной возвращаются домой в Киев.

## Оценки
| Сводный рейтинг       | Сводный рейтинг |
| Агрегатор             | Оценка          |
| --------------------- | --------------- |
| «Критиканство»        | 56/100          |
| Русскоязычные издания |                 |
| Издание               | Оценка          |
| Absolute Games        | 60 %            |
| «Игромания»           | 5,5/10          |
| Виртуальные радости   | 6/10            |

Игра получила средние оценки критиков, средний балл на агрегаторе рецензий «Критиканство» составляет 56 из 100 на основе 4 рецензий. Женя «jane» Егорова в рецензии для AG.ru высказалась по поводу игры нейтрально, оценив её в 60 %. Георгий Курган на Игромании похвалил хорошую и красочную графику, простенькие головоломки и развлекательные мини-игры. Рецензент сайта «Виртуальные радости» AlexS похвалил игру за симпатичную рисованную графику, интересные задания, своеобразный юмор и занятные мини-игры, но раскритиковал за слепое безоговорочное следование традициям, сюжет, опостылевшие почтовые квесты и непроработанных персонажей, заключив: «„Илья Муромец и Соловей-разбойник“ вряд ли найдет своего игрока даже среди фанатичных поклонников жанра „квест“. Она красива, временами забавна, но при этом — абсолютно безжизненна. Из тех игр, которые проходятся один раз, а затем откладываются на пыльную полку для того, чтобы никогда больше не доставаться». Рецензент StopGame.ru ругал игру за то, что она слишком проста и коротка, но хвалил за знакомых персонажей и неплохое развлечение.